# Mátyás Seiber
Mátyás György Seiber (ungerskt uttal: [ˈmaːcaːʃ ˈʃaibɛr], född 4 maj 1905, död 24 september 1960, var en engelsk tonsättare av ungersk härkomst. 

## Biografi
Seiber var elev till Kodály. Stor betydelse för hans verk hade också Bartók och Schönberg. Hans mest kända verk är kantaten Ulysses (efter James Joyces roman, 1947).
Seiber levde och verkade i England från 1935.